# Jaqueline de Rohan
Jaqueline de Rohan-Gyé (1520 — Blandy, julho de 1587) foi senhora de Blandy e marquesa de Rothelin pelo seu casamento com Francisco de Orleães-Longueville. Também foi regente dos condados de Neuchâtel e Valangin durante a menoridade de seu filho, Léonor de Orleães-Longueville.

## Família
Jaqueline era filha de Carlos de Rohan, senhor de Gyé e de Joana de Sanseverino. Os seus avós paternos eram Pedro de Rohan, marechal de França e Francisca de Penhoët. Os seus avós maternos eram Bernardo de Sanseverino, príncipe de Besignano, e Leonor Piccolomini. Este era um descendente do rei Alfonso V de Aragão e de sua amante Giraldona Carlino.

## Biografia
No dia 19 de julho de 1536, com aproximadamente 16 anos, Jaqueline casou-se com Francisco de Orleães, Marquês de Rothelin de 23 anos, em Lyon, na França. Ele era filho do duque Luís I de Orleães-Longueville e de Joana de Hochberg-Sausenberg, condessa soberana de Neuchâtel.

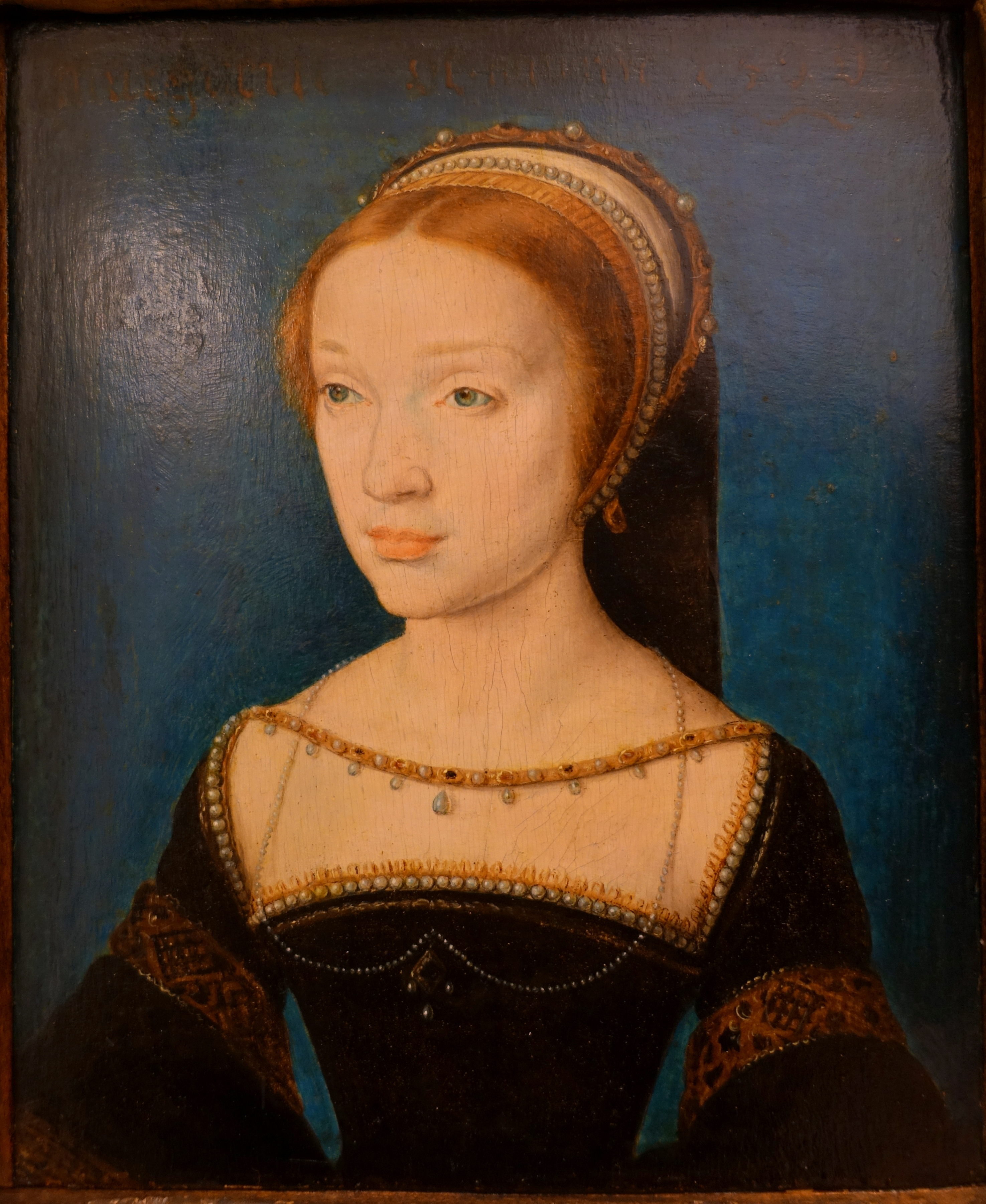
Provável retrato de Jaqueline de Rohan pintado por Corneille de Lyon, c. 1535/36.

A marquesa foi dama de companhia das rainhas Leonor da Áustria e de Catarina de Médici.
Francisco faleceu em 25 de outubro de 1548, após doze anos de casamento. Após sua morte, a Confederação Suíça tentou remover o Principado de Neuchâtel do legado da família. Jaqueline, então, viaja para a Suíça para cuidar dos interesses do filho, Leonor.
Durante o período em que atuou como regente, no final da década de 1550, ela entrou em contato com os reformadores da religião, Guilherme Farel e seu discípulo, João Calvino. Por sua vez, ela se converteu a fé protestante, e transformou o Castelo de Blandy, então em Brie, em refúgio para os huguenotes.  Em 1587, ela foi presa no Louvre por abrigá-los. 
Jaqueline faleceu no mês de julho de 1587, com cerca de 67 anos de idade.

## Descendência
Do seu casamento com Francisco, Jaqueline teve três filhos, tendo apenas dois atingido a idade adulta: 
- Léonor (1540 – 7 de agosto de 1573), sucessor do pai. Foi jure uxoris duque de Estouteville como marido de Maria de Bourbon, com quem teve nove filhos;
- Jaime (1547, morto na infância);
- Francisca (5 de abril de 1549 – 11 de junho de 1601), foi esposa do príncipe Luís I de Bourbon-Condé, com quem teve três filhos.